# HMS Amphion (1911)
Pour les autres navires du même nom, voir HMS Amphion.
Le HMS Amphion est un croiseur éclaireur de classe Active de la Royal Navy.
C'est le premier navire de la Royal Navy coulé pendant la Première Guerre mondiale.

## Histoire
L’Amphion est mis en service le 2 avril 1913 et affecté à la 4e flottille (en) au sein de la First Fleet (en). Un mois plus tard, le navire est affecté au 1re escadre de croiseurs légers (en) le 18 mai. Il devient le chef de la flottille de la 3e flottille de destroyers (en) le 18 juin 1914.
Au début de la Première Guerre mondiale le 28 juillet 1914, l’Amphion et sa flottille sont affectés à la Force de Harwich, défendant les approches orientaux de la Manche, sous le commandement du capitaine Cecil H.Fox. Dans la matinée du 5 août, ils se dirigent vers la mer du Nord pour patrouiller dans la zone entre Harwich et l'île néerlandaise de Terschelling. À 10 h 15, un navire aux couleurs noir, chamois et jaune des paquebots du Great Eastern Railway qui faisait la navette entre Harwich et le Hoek van Holland est repéré. Fox envoie les destroyers Lance et Landrail pour enquêter et peu de temps après, un autre destroyer signale qu'un chalutier avait vu un navire suspect, jetant des objets par-dessus bord, probablement des mines. L'enquête confirme la présence du navire qui pose les mines. À 10 h 45, le Lance ouvre le feu à une portée de 4 000 m. La cible est le SMS Königin Luise, un ferry converti en mouilleur de mines par les Allemands.
Le feu des destroyers est inefficace jusqu'à ce que l’Amphion se rapproche à une portée de 6 400 m et commence à frapper le navire allemand vers 11 h 15. À midi, le Königin Luise coule, les trois navires britanniques sauvent 5 officiers et 70 matelots. La flottille poursuit sa patrouille jusqu'à ce qu'elle atteigne la côte hollandaise vers 21 h et rentre chez elle. Fox est incertain quant à l'emplacement des mines posées par le Königin Luise et trace un cours de 13 km à l'ouest de l'endroit supposée des mines.
Mais l'estimation de Fox est fausse. À 6 h 35, l’Amphion percute une mine qui explose au niveau de la timonerie. L'explosion met le feu à son gaillard d'avant et casse la quille du navire. Le destroyer Linnet tente de remorquer le croiseur, mais une fissure profonde sur son pont supérieur montré que la coque se courbe gravement, Fox ordonne à son équipage d'abandonner le navire. Peu de temps après, la sainte-barbe avant explose, ce qui propulse un canon de 4 pouces en l'air qui rate de peu le Linnet. L'un des obus de l’Amphion éclate sur le pont du destroyer Lark, tuant deux de ses hommes et le seul prisonnier allemand sauvé de l’Amphion. L’Amphion coule rapidement dans les 15 minutes suivant l'explosion, causant la perte de 151 membres de l'équipage, ainsi que 18 survivants du Königin Luise.
L'épave fait l'objet d'une protection selon le Protection of Military Remains Act de 1986.